# Phytoliriomyza pectoralis
Phytoliriomyza pectoralis är en tvåvingeart som först beskrevs av Becker 1908.  Phytoliriomyza pectoralis ingår i släktet Phytoliriomyza och familjen minerarflugor.
Artens utbredningsområde är Kanarieöarna. Inga underarter finns listade i Catalogue of Life.